# Teppu
Teppu (鉄風?  Lit. Viento de hierro) es una manga de artes marciales mixtas escrita e ilustrada por Moare Ohta. Se publicó en la revistade manga seinen good! Afternoon de Kodansha desde noviembre de 2008 hasta julio de 2015, con sus capítulos recopilados en ocho volúmenes tankōbon.

## Argumento
La serie sigue a Natsuo Ishido, una estudiante de primer año de preparatoria. Tiene un talento natural para todo, y como resultado, se aburre. A menudo la elogian (y a veces la odian) por su increíble talento, pero en realidad se siente sola, por lo que busca cada vez más cosas para ocupar su tiempo. Al no encontrar nada lo suficientemente desafiante, su soledad y aburrimiento llegan a su límite.
Un día, después de un entrenamiento de voleibol, conoce a Yuzuko Mawatari anunciando el club de artes marciales mixtas (MMA), y aunque en ese momento no le interesa, la idea la ronda por el resto del día. Se entera de que Yuzuko y otra chica son las únicas socias del club, y por lo tanto aún no es un club oficial, así que decide investigar. Se encuentra con las dos socias y reta a Yuzuko a un entrenamiento, en el que intercambian golpes indirectos. Cuando aparece Sanae Sawamura, la capitana del equipo de karate , Natsuo decide irse. Tras irse, se da cuenta de que le sangra la nariz y el labio, y decide que odia a Yuzuko, y más tarde regresa para retarla a otro entrenamiento. Pierde el entrenamiento, pero desarrolla un gran interés por las MMA hasta el punto de abandonar el equipo de voleibol.
A partir de ese momento, la historia la sigue mientras supera diversos desafíos para alcanzar la excelencia y enfrentarse de nuevo a Yuzuko en un combate público. Esto culmina en un torneo clasificatorio de ocho personas para un torneo posterior, G-girl. Durante su combate de segunda ronda contra Sanae Sawamura, se profundiza en la historia de Natsuo y ella se enfrenta al maltrato que le infligió su hermano mayor. Tras una derrota ajustada pero catártica ante Yuzuko en la final, Natsuo es considerada lo suficientemente buena como para ganarse un puesto como luchadora suplente en G-girl.

## Producción
Escrito e ilustrado por Moare Ohta, Teppu hizo su debut en el primer número de la revista seinen de Kodansha, good! Afternoon, el 7 de noviembre de 2008, y terminó el 7 de julio de 2015. Kodansha recopiló sus capítulos en ocho volúmenes tankōbon, publicados desde el 5 de marzo de 2010 hasta el 7 de octubre de 2015.
En la Anime Expo 2023, Kodansha USA anunció que había licenciado la serie para su publicación digital en inglés a partir del 18 de julio del mismo año. En diciembre de 2024, Kodansha anunció el programa de publicación Kodansha Print Club, centrándose en el lanzamiento de versiones impresas de títulos que anteriormente solo estaban disponibles en formato digital, incluido Teppu.